# 観光地盛衰論
観光地盛衰論（かんこうちせいすいろん）はプロダクトライフサイクルとともに、観光マーケティングで取り上げられる理論である。
旅行者の特性に着目したモデルで、スタンリー・プロッグ（Stanley C. Plog）により提唱された。このモデルでは、旅行者をアロセントリックかサイコセントリックかで分類する。

## 概要
プロッグは、旅行者の特性を、好奇心旺盛で冒険を好む人々をアロセントリックス（allocentrics）、自己抑制的で冒険を好まない人々をサイコセントリックス（psychocentrics）とよび、その中間の人々をニア・アロセントリックス（near allocentrics）、ミッドセントリックス（midcentrics）、ニア・サイコセントリックス（near psychocentrics）とよんだ。このうち人数が最多なのはミッドセントリックスである。
新たな観光目的地はアロセントリックスにより訪問される。しかし、観光地が有名になると旅行者はミッドセントリックスに変化し、ミッドセントリックスにとって魅力的な観光地であれば、観光客数が最大に達する。その後、観光地の多くはサイコセントリックな特徴をもつようになっていき、最終的にはサイコセントリックスにより訪問される。
観光目的地を選ぶとき、コーエン（1972）やスミス（1977）ら「認知―標準モデル」の研究者は、その人の心理的特質が深く影響すると考えられていた。
プログは、独自の概念、極連続体（polar continuum)といった概念により、モデルを作った。欧米では、プログモデルと呼ばれているこのモデルは、個人的休暇欲求と社会的規準や価値に同調し大衆観光市場の一部となっているものとから成立しているとしている。その後コーエンは、さらに研究を進めたが、実用段階には至っていない。（P.マフィー：1985）
スタンリー・プログは、1600人の45分から1時間の電話インタビュによって、サイコセントリック(冒険を好まない）な人とアロセントリック(冒険を好む）な人の割合を出した。その割合は、概ね正規分布であると結論づけた。さらにプログは、各観光地をそれに当てはめ、その観光地の市場規模を推測する可能性を示唆した。またこの極端な2つの性格は、特徴を持っており、それに対応した戦略方法がなされることが適切である点を示唆している。例えば、アロセントリックな人は、テレビより読書を好み、サイコセントリックな人は、テレビのほうを好むといった点を指摘している。また、ミドセントリックと呼ばれる領域には、64%強の人口が属し、マスツーリズムの市場対象となっている。
プログのモデルは、心理学の知識と観光マーケティングの経験による実践的モデルである。このため、コトラーのマーケティング戦略にも採用されている。観光学の分野では、R.バトラーが、PLC（Product life-cycle)モデルとリンクして、観光地の発展周期モデルとしてまとめた。

## 原著論文
- Plog, S. C. 1974. Why Destination Areas Rise and Fall in Popularity. Cornell Hotel and Restaurant Administration Quarterly 14: 55-58. doi:10.1177/001088047401400409
  - スタンリー・プロッグ著，宍戸　学・石井昭夫訳 2002. 観光地の人気はなぜ上ったり下ったりするか？. 立教大学観光学部紀要 4: 93-97. doi:10.14992/00006246（日本語訳）